# Кавабата Рюсі
Кавабата Рюсі (яп. 川端 龍子, 6 червня 1885 — 10 квітня 1966) — японський художник і поет XX ст.

## Життєпис
Народився 1885 році в місті Вакаяма в префектурі Вакаяма. Його батьки тримали «чайний будиночок», де заможні містяни знаходили для себей гейш. 1895 року переїхав до Токіо. Спочатку цікавився літературою, навчався у поета Кавабата Ходза, який познайомив його з мистецьким гуртком Хототоґісу. Замість цього він зацікавився живописом і з 1904 року вивчав живопис у школі Хакубакай. У 1907 році він представив фотографії на промисловій виставці префектури «Тьоко» і на першій виставці Міністерства культури. 1908 року поступив до відділу ілюстрацій газети «Йоміурі Сімбун». Він продовжував працювати над ілюстраціями газет, щоб заробляти на життя, вивчаючи масляний живопис.
У 1913 році він подорожував Сполученими Штатами Америки для більш глибокого вивчення техніки живопису в західному стилі, але був дуже вражений японським мистецтвом, яке він бачив під час візиту до Бостонського музею образотворчих мистецтв. Повернувся до Японії в 1914 році. Вже 1915 року брав участь у виставці «Інтен». 1920 року за власним дизайном спорудив мажток і сад в японському стилі.
У 1928 році він залишив конкурсну комісію «Інтен» на знак протесту проти зростаючих жорстких правил і створив власний мистецький гурток «Сейрюса» («Спілка Синього Дракона») в 1928 році. Його представники виставлялися двічі на рік з 1929 по 1965 рік в Токіо. Крім того, Рюсі зазвичай проводив персональну виставку в Осаці раз на рік.
1930 року отримав премію Асахі. У 1935 році він став членом Імператорської академії витончених мистецтв (Тейкоку бідзуцюін), а 1937 року — Імператорської академії художеств (Тейкоку ґейдзюцуін). 1941 року починає працювати як вільний художник.
Після Другої світової війни, разом з Йокояма Тайканом і Каваї Ґйокудо став вважатися одним з «трьох великих осіб» ніхонга (сучасного японського живопису).
У 1950 році, після смерті дружини і сина, він пішов у паломництво 88 святими місць в Сікоку, яке тривало протягом 6 років. У 1959 році він був нагороджений орденом культури японським урядом.
1961 року його школа була перетворена на музей. Помер 1966 року в Токіо.

## Творчість

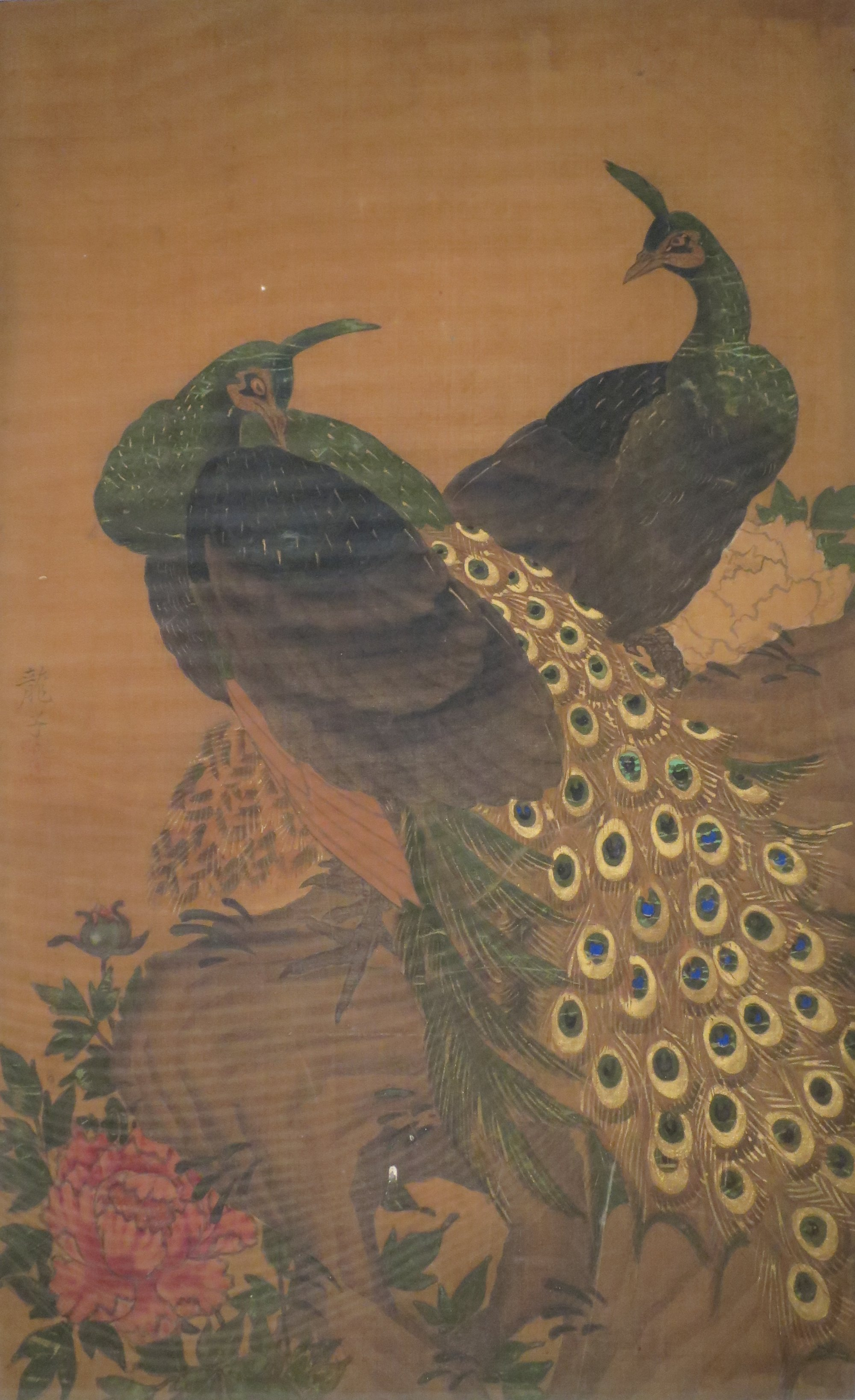
«Два павича»

Гнучкий і динамічний стиль в чомусь нагадував стиль Огата Корін. Рюсі був головним прихильником громадського характеру мистецтва. Тому його твори мали величезний масштаб і були призначені для публічної демонстрації у великих розмірах (більше ніж 7 м).
Складав вірші у жанрі хайкай.